# سالماسیس

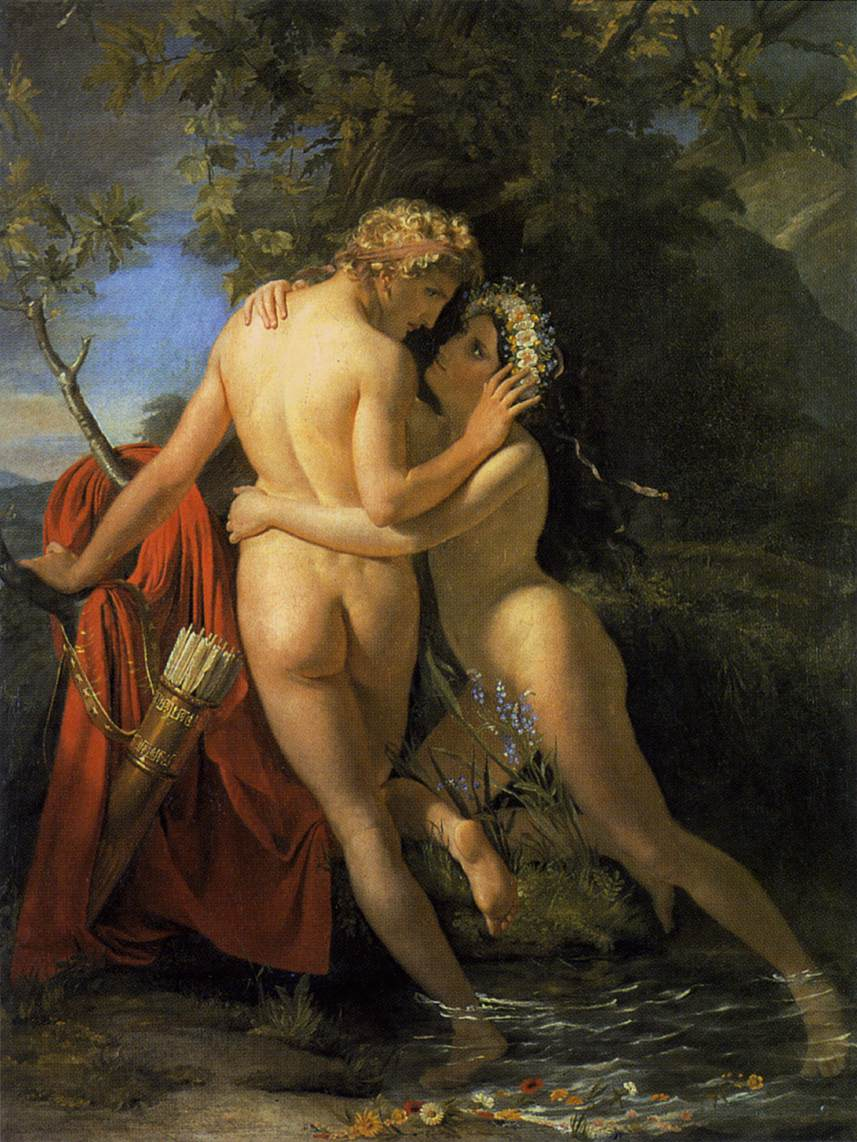
سالماسیس و هرمافرودیته اثر نقاش بلژیکی، فرانسوا جوزف ناوز (۱۸۲۹)

سالماسیس (به یونانی: Σαλμακίς) در اساطیر یونانی، یکی از اعضای نیادها و حوری چشمه‌ای به همین نام در نزدیکی شهر هالیکارناس واقع در جنوب غرب آناتولی بود. او قانون باکرگی که توسط ایزدبانوی آرتمیس و مظهر پاکدامنی وضع شده بود را رد کرد. سالماسیس شیفتهٔ جوانی خوش سیما به نام هرمافرودیته شد و به درگاه ایزدان دعا کرد تا آن‌ها را برای همیشه به یکدیگر برسانند.
هرمافرودیته توسط حوری در فریگیه بزرگ شد. او جوانی بسیار خوش سیما بود. در یکی از روزها، هنگامی که در کنار دریاچه در حال قدم زدن بود، حوری دریاچه عاشق او شد. هرمافرودیته جذب آب زلال و شفاف دریاچه شد، خود را برهنه کرد و درون دریاچه پرید. سالماسیس با دیدن هرمافرودیته، او را در آغوش گرفت، اما او سعی کرد فرار کند. این چنین شد که سالماسیس از خدایان خواست تا آن دو یکی شوند. ایزدان در درخواست آنان زیاده روی کردند و چنین شد که آن دو با یکدیگر ترکیب شدند و به صورت انسانی نیمه مرد و نیمه زن درآمدند و اولین موجود هرمافرودیت خلق شد. سپس هرمافرودیته از خدایان طلب کرد هر مردی که در این دریاچه به آب تنی بپردازد مردانگی خود را از دست دهد، و خواسته او نیز برآورده شد.